# Ptačí noha maličká

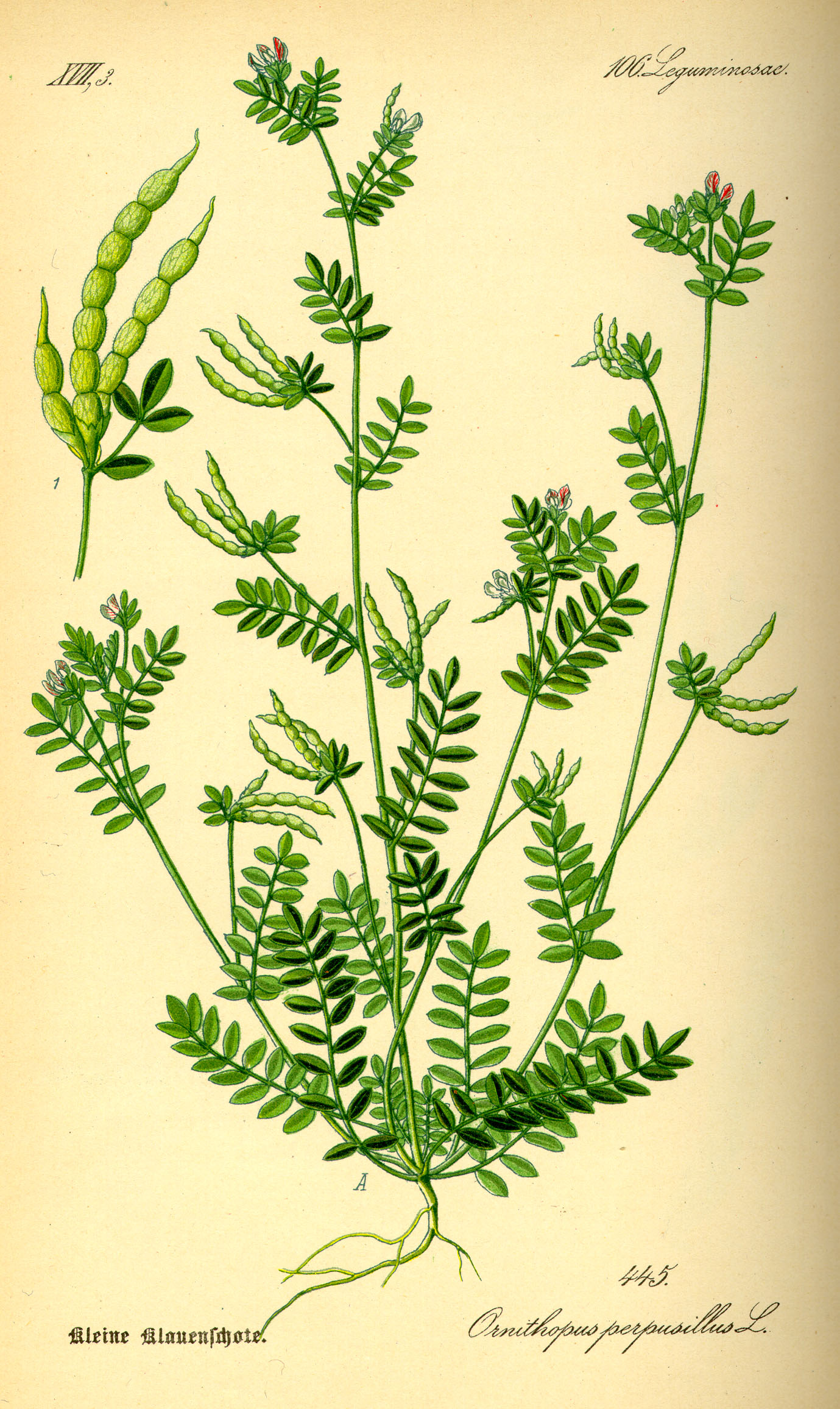
Nákres rostliny

Ptačí noha maličká (Ornithopus perpusillus) je drobná poléhavá bylina, druh rodu ptačí noha. Je sice na území České republiky považována za původní druh, ale její současný výskyt je nepravidelný a pravděpodobně sekundární.

## Rozšíření
Vyskytuje se v mírném až středomořském klimatu, nejvíce v blízkosti Atlantského oceánu. Její areál sahá od Velké Británie a Irska do Nizozemska, Belgie, Francie, Portugalska, Španělska, Dánska, Německa, Polska, Švédska a Litvy. Vyrůstá také v Africe na severu Alžírska, na jihu Austrálie a také na severu Nového Zélandu. Často se nachází na písčitých pobřežích velkých řek před zaústěním do moří nebo méně často u mořských pobřeží kde není příliš zvýšena salinita půdy.
Roste jak v přírodních stanovištích, tak i v biotopech ovlivněných lidskou činností. Jsou to většinou místa s písčitou půdou na kterých není zapojená vegetace, např. v řídkých borových lesích, v písečných náplaveninách i na písčinách s navátým pískem. Vždy však na místě s plným osluněním a chudém na živiny.

## Výskyt v Česku
Jejímu rozšíření na území Česka nebyla v minulosti věnována patřičná pozornost. V současnosti byl zjištěn nový výskyt ptačí nohy maličké v Kuřívodech a Hradčanech v městě Ralsku v okrese Česká Lípa, tyto lokality byly součástí vojenského prostoru sovětských vojsk po roce 1968. Zároveň byla opětovně nalezena na historických místech u Štěpánovska v městě Týništi nad Orlicí a u obce Zdelov u Kostelce nad Orlicí v okrese Rychnov nad Kněžnou. Jedná se o výskyty v pískovně a na obnažených písčinách v opuštěných prostorech. Lze stěží posoudit, zda se jedná o primární nebo sekundární výskyt, když se tento druh v blízkém Polsku i Německu hojně vyskytuje.

## Popis
Drobná, jednoletá rostlina, která nebývá vyšší než 30 cm. Poléhavé a silně se větvící lodyhy, rostoucí z vřetenovitého kořene, porůstají lichozpeřenými listy jejichž drobné lístky vyrůstající v sedmi až dvanácti párech. Lístky bývají vejčité, eliptické až podlouhlé, jsou dlouhé 3 až 5 mm a 1,5 až 2 mm široké, po obvodě celistvé a na vrcholu mají tupou špičkou. Lodyhy i lístky jsou roztroušeně chlupaté.
Květenství je stopkatý okolík vyrůstající z paždí listů, je tvořený 2 až 5 oboupohlavnými květy na krátkých stopkách. Zvonkovitý, 3 mm dlouhý kalich má zašpičatělé cípy kratší než kališní trubku. Koruna je 5 mm velká, její po stranách vykrojená pavéza je bílá a červenofialově žilnatá a po okrajích je stejně jako křídla načervenalá, člunek je žlutobílý. Kvete od května do července, opylována je hmyzem přilétajícím za nektarem.
Plody jsou mírně prohnuté, čárkovité lusky, 15 až 20 mm dlouhé a do 2 mm široké. Jsou hnědošedé a hustě chlupaté, za semeny jsou zaškrcované a ve zralosti se rozpadají. Obsahují ledvinovitá, žlutá až zelená semena asi 1,5 mm dlouhá.

## Možnost záměny
Na českém území bývají vzácně zavlékány ještě dva další podobné druhy ptačí nohy které lze spolehlivě rozlišit podle plodů. Ptačí noha smáčknutá má lusky s výrazným zobánkem a lusky ptačí nohy seté jsou pouze roztroušeně chlupaté.

## Ohrožení
V minulých létech byla ptačí noha maličká patrně považována za přechodně zavlečený druh do české přírody a nebyla posuzována míra jejího možného ohrožení. Bylo takto učiněno až nedávno a v „Červeném seznamu cévnatých rostlin České republiky z roku 2012“ je zařazena mezi kriticky ohrožené druhy (C1r).

## Galerie

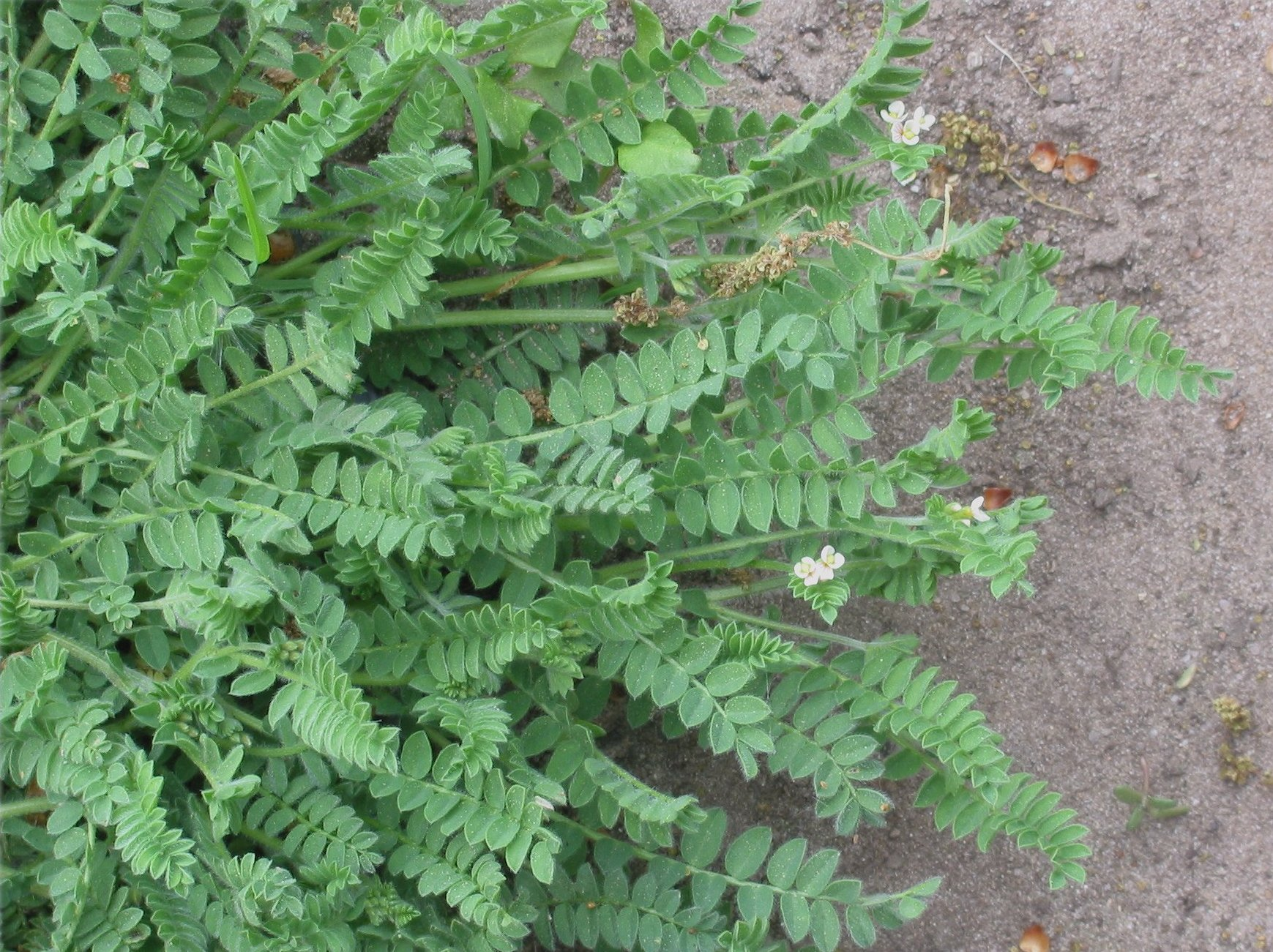
Listy
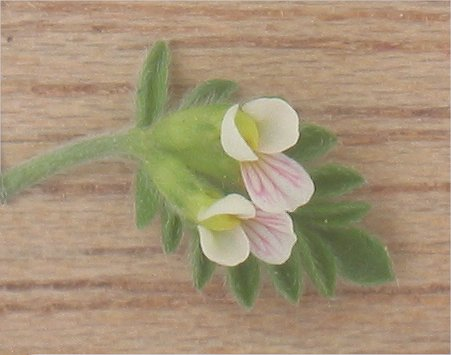
Květenství
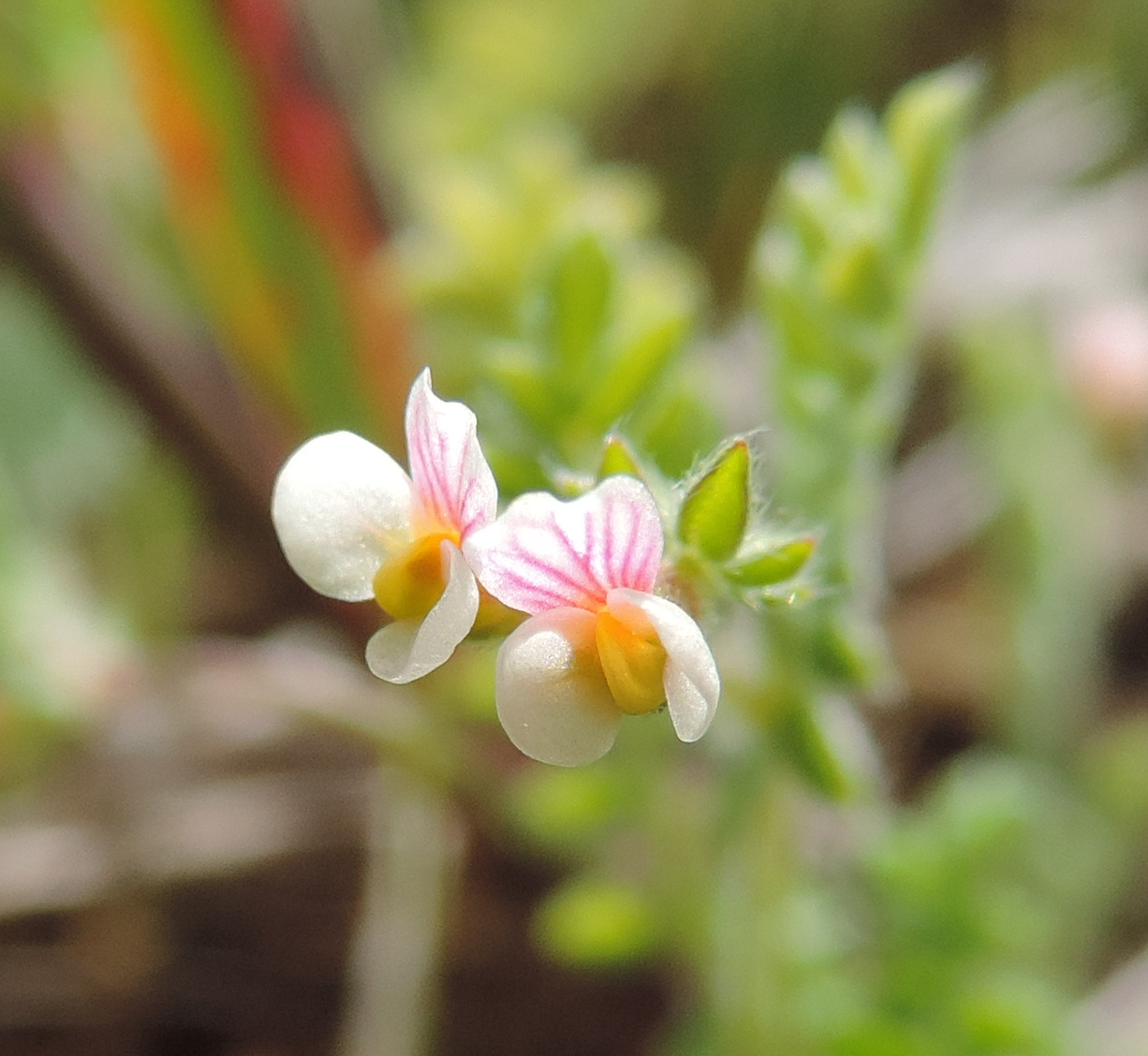
Květy
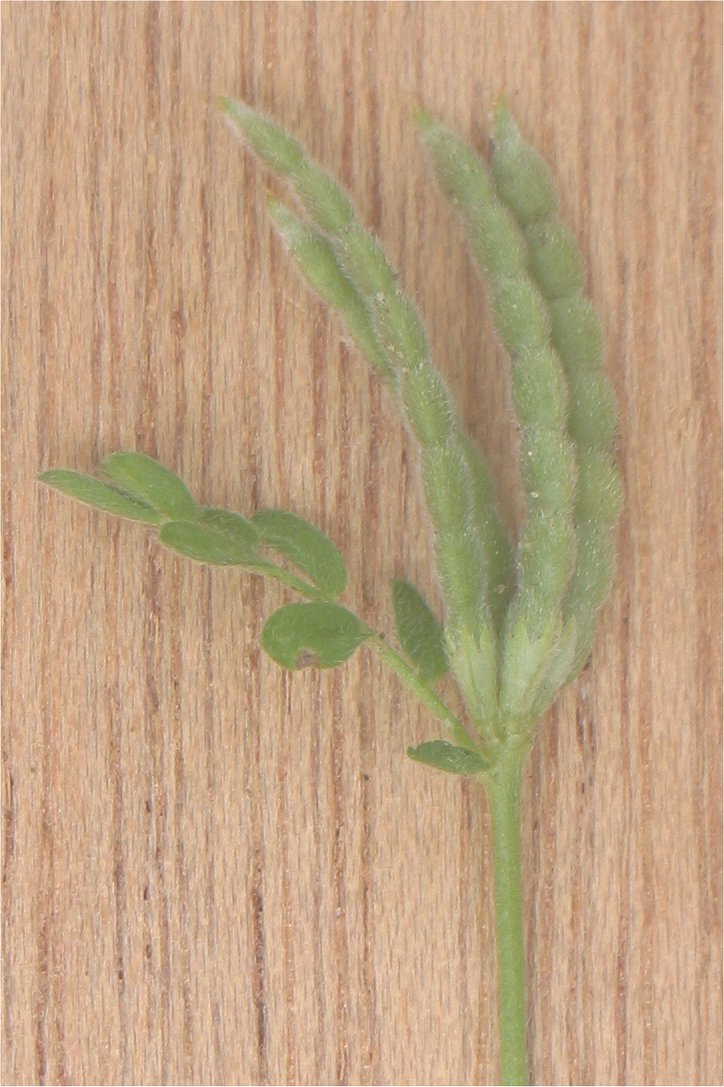
Lusky